# Phanaeus bordoni
Phanaeus bordoni là một loài bọ cánh cứng trong họ Bọ hung (Scarabaeidae).